# Gli
Gli, coneguda originalment com a Gri (nascuda cap al 2004 i morta el 7 de novembre del 2020), fou una gata comuna europea d'Istanbul famosa per viure a Santa Sofia. Nasqué i creixé a l'interior de l'antiga basílica i tenia dos germans, Pati i Kızım. Es convertí en una celebritat d'Internet i icona de Santa Sofia i captivà els turistes que acudien a veure la cal·ligrafia islàmica i els mosaics romans d'Orient de l'edifici. Saltà a la fama el 2009, quan el president dels Estats Units, Barack Obama, visità el temple i acaronà la gata juntament amb l'aleshores primer ministre de Turquia, Recep Tayyip Erdoğan.
Tingué un gran ressò mediàtic quan Santa Sofia fou reconsagrada com a mesquita el 2020. İbrahim Kalın, portaveu del president de Turquia, digué: «Aquesta gata s'ha fet molt famosa i n'hi ha d'altres que encara no ho són tant. Aquesta gata hi serà i tots els gats són benvinguts a les nostres mesquites». Cap al mateix període, li portaren un gat d'Angora, Kiliç, per fer-li companyia, tot i que no sembla que fossin bons amics.
Gli morí el 7 de novembre del 2020 al barri de Levent, on rebia tractament en una clínica veterinària des del 24 de setembre. Es feu públic que seria enterrada dins el recinte de Santa Sofia. Un compte d'Instagram dedicat a ella, @hagiasophiacat, tenia uns 120.000 seguidors en el moment de la seva defunció.